# Route nationale 570 (Belgique)
 (avril 2020).
Si vous disposez d'ouvrages ou d'articles de référence ou si vous connaissez des sites web de qualité traitant du thème abordé ici, merci de compléter l'article en donnant les références utiles à sa vérifiabilité et en les liant à la section « Notes et références ».
Pour les articles homonymes, voir Route nationale 570 (homonymie).
La route nationale 570 est une route nationale de Belgique de 3,8 kilomètres qui relie Châtelet à Farciennes via Pont-de-Loup

## Description du tracé

### Communes sur le parcours
- Région wallonne
  -  Province de Hainaut
    - Châtelet
    - Farciennes